# Oligoclada haywardi
Oligoclada haywardi – gatunek ważki z rodziny ważkowatych (Libellulidae). Występuje na terenie Ameryki Południowej.